# Phyllodesma kermesifolia
Phyllodesma kermesifolia é uma espécie de insetos lepidópteros, mais especificamente de traças, pertencente à família Lasiocampidae.
A autoridade científica da espécie é Lajonquičre, tendo sido descrita no ano de 1960.
Trata-se de uma espécie presente no território português.